# Paciorkowce
Paciorkowce, streptokoki (łac. Streptococcus – nazwa pochodząca od greckiego "streptos" oznaczającego coś łatwo wyginającego się) – rodzaj kulistych bakterii Gram dodatnich, tlenowych lub względnie beztlenowych. Ich podziały zachodzą wzdłuż jednej osi i dlatego rosną one w łańcuchu lub parach.
Paciorkowce wywołują zapalenie gardła, a także zapalenia: opon mózgowo-rdzeniowych, płuc, wsierdzia, różę i martwicze zapalenie powięzi. Godne uwagi jest to, że wiele gatunków paciorkowców jest nieszkodliwa – stanowią one również część flory komensalnej jamy ustnej, skóry, jelit i górnych dróg oddechowych u człowieka.
Dla człowieka znaczącym patogenem jest dwoinka zapalenia płuc, po raz pierwszy rozpoznana jako czynnik wywołujący zapalenie płuc w 1880. Od tego czasu powstało wiele opracowań dotyczących wpływu dwoinki zapalenia płuc na humoralny układ odporności. Ze względu na rolę tego patogenu w wywoływaniu zapaleń płuc, znany jest on pod nazwą pneumokoków.
Niezależnie od nazwy, patogen ten wywołuje wiele różnych infekcji w organizmie, nie tylko dotyczących tkanki płucnej, takich jak zapalenie zatok przynosowych, zapalenie ucha środkowego, zapalenie opon mózgowo-rdzeniowych, zapalenie septyczne stawów, wsierdzia, opłucnej, osierdzia, tkanki łącznej i ropni tkanki mózgowej. 
Streptococcus pneumoniae u dorosłych najczęściej powoduje bakteryjne zapalenie opon mózgowych i jest jednym z dwóch patogenów izolowanych w przypadkach zapaleń ucha. Pneumokokowe zapalenie płuc dotyczy najczęściej dzieci i osób starszych.

## Systematyka paciorkowców
Poszczególne gatunki paciorkowców są klasyfikowane głównie na podstawie ich właściwości hemolitycznych. Hemoliza alfa jest wywołana przez redukcję żelaza w hemoglobinie, dająca zielony kolor na agarze krwawym. Paciorkowce alfa hemolizujące (Streptococcus pneumoniae i viridans) powodują pospolite choroby u człowieka.
Hemoliza beta jest związana z całkowitym rozerwaniem erytrocytów, co daje wyróżniające się jasne obszary wokół kolonii bakteryjnych. Serotypowanie Lancefield – oparte na specyficznych grupach cukrowych w ścianach komórkowych jest używane dla dokładniejszego rozróżnienia gatunków beta hemolizujących. Noszą one oznaczenia od A do O. W medycynie beta hemolizujące paciorkowce grupy Lancefield A i B mają największe znaczenie. 

### Alfa-hemolizujące (α-hemolizujące)

#### Streptococcus pneumoniae
Dwoinka zapalenia płuc (Streptococcus pneumoniae (pot. pneumokoki) – zwykle występuje w jamie nosowej i gardle dzieci oraz zdrowych dorosłych. Szczególnie u małych dzieci bardzo łatwo dochodzi do zasiedlenia (nosicielstwa) śluzówki nosa i gardła pneumokokami, ponieważ dzieci mają niedojrzały układ odpornościowy i nie produkują wystarczającej ilości przeciwciał odpornościowych przeciw temu typowi bakterii. Wywołują choroby takie jak zapalenie opon mózgowo-rdzeniowych, zapalenie płuc, zapalenie ucha środkowego, zapalenie zatok przynosowych i in.

#### Streptococcus viridans
Streptococcus viridans (paciorkowiec zieleniący) powoduje zapalenie wsierdzia i ropień zęba.

### Beta-hemolizujące (β-hemolizujące)

#### Grupa A
Streptococcus pyogenes (paciorkowiec ropny) jest czynnikiem sprawczym paciorkowcowego zapalenia gardła, prowadzącego czasami do ostrej gorączki reumatycznej, płonicy (szkarlatyny), róży i ostrego zapalenia kłębuszków nerkowych.
Enzymy i toksyny: hemolizyna, leukocydyna, streptokineaza, DNA-azy.

#### Grupa B
Streptococcus agalactiae (paciorkowiec bezmleczności) powoduje zapalenie opon mózgowo-rdzeniowych u noworodków oraz starszych dzieci, czasami z bakteriemią. Potrafią skolonizować drogi rodne kobiety, podnosząc ryzyko przedwczesnego rozerwania błon płodowych. 

#### Grupa C
Należy do niej Streptococcus equi, który powoduje zołzy u koni, a także Streptococcus zooepidemicus, który powoduje zakażenia u kilku gatunków ssaków, w tym koni.

#### Grupa D
Wiele paciorkowców grupy D zostało ponownie sklasyfikowanych i umieszczonych w rodzaju Enterococcus (w tym Streptococcus faecalis, Streptococcus faecium, Streptococcus durans i Streptococcus avium). Przykładowo Streptococcus faecalis (paciorkowiec kałowy) nosi teraz nazwę Enterococcus faecalis.

#### Grupa G
Należą do niej: 
Streptococcus canis,
Streptococcus dysgalactiae